# Пам'ятки національного значення Запорізької області
Нижче наведено перелік пам'яток культурної спадщини національного значення Запорізької області.
| №  | Фото | Назва | Дата | Місце                                                                                                 | Тип                   | Охоронний номер |
| -- | ---- | --- | --- | --- | --------------------- | --------------- |
| 1  |      | Археологічний комплекс «Острів Байда»                                                                                       | 2 тисячоліття — X століття до н. е., V—VII століття, 1736—1739                                                       | Запоріжжя, острів Байда                                                                               | археологічна пам'ятка | 080001-N        |
| 2  |      | Могила Йосипа Гладкого | 1866 | Запоріжжя, вул. Університетська вулиця (до 2024 Жуковського), 55                                      | історична пам'ятка    | 080002-N        |
| 3  |      | Меморіальний комплекс на честь радянських воїнів, що загинули під час форсування Дніпра                                     | 1943 | Запоріжжя, вул. Гребельна (раніше Плотинна)                                                           | історична пам'ятка    | 080003-N        |
| 4  |      | Будівля чоловічої гімназії, в якому навчався один із керівників Севастопольського збройного повстання 1905 року Петро Шмідт | 1876–1880 | Бердянськ, вул. Шмідта                                                                                | історична пам'ятка    | 080004-N        |
| 5  |      | Курганний могильник «Попівські Могили»                                                                                      | 4—3 тисячоліття до н. е., 2 тисячоліття — X століття до н. е., 4 тисячоліття до н. е. — друга половина 2 тисячоліття | Бердянський район, на північний схід від села Берестове                                               | археологічна пам'ятка | 080005-N        |
| 6  |      | Курганний могильник «Канат-могила»                                                                                          | 4—3 тисячоліття до н. е., 2 тисячоліття — X століття до н. е., 4 тисячоліття до н. е. — друга половина 2 тисячоліття | Бердянський район, на південь від села Кримка                                                         | археологічна пам'ятка | 080006-N        |
| 7  |      | Курганний могильник «Цимбалова могила»                                                                                      | 4—3 тисячоліття до н. е., 2 тисячоліття — X століття до н. е., 4 тисячоліття до н. е. — друга половина 2 тисячоліття | Василівський район (до 2020 Великобілозерський район), на північ від села Велика Білозерка            | археологічна пам'ятка | 080007-N        |
| 8  |      | Кам'янське городище | IX століття до н. е. — IV століття                                                                                   | Василівський район (до 2020 Кам'янсько-Дніпровський район), Кам'янка-Дніпровська                      | археологічна пам'ятка | 080008-N        |
| 9  |      | Курганний могильник «Мамай-Гора»                                                                                            | 4 тисячоліття до н. е. — друга половина 2 тисячоліття                                                                | Василівський район (до 2020 Кам'янсько-Дніпровський район), північний захід від села Велика Знам'янка | археологічна пам'ятка | 080009-N        |
| 10 |      | Курганний могильник «Солоха»                                                                                                | 4 тисячоліття до н. е. — друга половина 2 тисячоліття                                                                | Василівський район (до 2020 Кам'янсько-Дніпровський район), південь від села Велика Знам'янка         | археологічна пам'ятка | 080010-N        |
| 11 |      | Культовий комплекс | XX століття до н. е. — XI століття                                                                                   | Мелітопольський район, на схід від селища Мирне                                                       | археологічна пам'ятка | 080011-N        |
| 12 |      | Курганний могильник «Куляб-могила»                                                                                          | 2 тисячоліття — X століття до н. е., 4 тисячоліття до н. е. — друга половина 2 тисячоліття                           | Мелітопольський район (до 2020 Михайлівський район), на захід від села Старобогданівка                | археологічна пам'ятка | 080012-N        |

## Список історико-культурних заповідників
- Національний заповідник «Хортиця»
- Державний історико-археологічний заповідник «Кам'яна Могила»
- Історико-архітектурний заповідник «Садиба Попова»